# Krašči
Krašči (madžarsko Lendvakirályfa, nemško Königsdorf) so majhno, razloženo naselje na Goričkem, ki spada v
občino Cankova in je del krajinskega parka Goričko. Posebnost vasi je Ledavsko jezero, ki jo deli na dva dela.

## Zgodovina vasi
Krajevni leksikon Slovenije pravi, da je vas Krašči raztreseno naselje v pobočni in slemenski legi, kjer je prst peščena in suha, ponekod pa tudi ilovnata in lapornata. Od tod je doma tudi Jožef Smodiš, avtor protestantske rokopisne cerkvene pesmarice, ki jo je napisal v 17. stoletju. Štefan Kozel v 18. stoletju tudi je napisal eno katoliško pesmarico.
Nič pa v leksikonu ne piše o zgodovini vasi, ki seže najmanj do 13. stoletja. Naselje se prvič omenja leta 1366 z imenom Zomorofalua, kot pravi neki zapis, ki našteva kraje ledavskega okoliša v tistem času. Gre v bistvu za najstarejše zapise dvajsetih vasi, ki ležijo ob potoku Ledava še danes in se razprostirajo od vasi Ocinja do Skakovec. Znani prekmurski zgodovinar Ivan Zelko pa je našel še starejši zapis o sedmih vaseh, ki ležijo med Ledavo in Kučnico in so obstajale že leta 1208, ko naj bi jih nemški grof Hendrik prodal madžarskemu grofu Nikolaju, ki je območje priključil zemljišču Lyndwa oziroma gospodi s sedežem pri Gradu, ki so imeli v lasti večji del Goričkega. Teh sedem vasi zapis ne imenuje po imenu, se pa zaradi nekaterih drugih zgodovinskih dejstev domneva, da gre za vasi Gornji Črnci, Krašči, Ropoča, Večeslavci, Rogašovci, Nuskova in Ocinje. Sodeč po tem sta torej Krašči in Gornji Črnci najstarejši vasi cankovske občine, saj segata že v leto 1208. Vas Krašči pa se z imenom, ki ga ima še danes, prvič omenja leta 1698, ko je tudi večina ostalih obledavskih vasi prvič omenjena z današnjimi oblikami imen. Seveda se v vseh zgoraj omenjenih zapisih vedno omenja le del Krašč na desnem bregu Ledave, medtem ko o levem bregu ali Pretmarju, ni kaj dosti omemb.Torej kot vidimo potok Ledava deli vas na dva dela, oziroma ga je delila vse do konca sedemdesetih let dvajsetega stoletja, ko je to vlogo prevzelo Ledavsko jezero.